# Common Clay (1930)
Common Clay is een Amerikaanse dramafilm uit 1930 onder regie van Victor Fleming.

## Verhaal
Ellen Neal gaat dienen bij de familie Fullerton. De zoon des huizes maakt haar zwanger. Wanneer hij Ellen aan haar lot overlaat, wil zij dat het kind wordt erkend. De familie behandelt haar als een ordinaire afperser, maar er staat hun nog een verrassing te wachten.

## Rolverdeling
| Acteur             | Personage             |
| ------------------ | --------------------- |
| Constance Bennett  | Ellen Neal            |
| Lew Ayres          | Hugh Fullerton        |
| Tully Marshall     | W.H. Yates            |
| Matty Kemp         | Arthur Cloakley       |
| Purnell Pratt      | Richard Fullerton     |
| Beryl Mercer       | Mevrouw Neal          |
| Charles McNaughton | Edwards               |
| Hale Hamilton      | Rechter Samuel Filson |
| Genevieve Blinn    | Mevrouw Fullerton     |
| Ada Ince           | Zus van Hugh          |